# Pigernes nye valg
|  | Denne artikel er oprettet af botten Steenthbot ud fra en ekstern database. Den kan derfor have sproglige fejl eller mangler. Denne skabelon kan fjernes efter kontrol af indholdet. |

Pigernes nye valg er en dansk dokumentarfilm fra 1986 instrueret af Anders Odsbjerg.

## Medvirkende
- Lisbet Dahl
- Claus Ryskjær